# HIP 61404
HIP 61404 — звезда, которая находится в созвездии Мухи. Измерения параллакса позволили установить расстояние до звезды (1098 световых лет) от Солнца. Относится к красным гигантам, полуправильным переменным звёздам.

## Характеристики
HIP 61404 представляет собой звезду спектрального класса M6II. HIP 61404 видна невооружённым глазом, поскольку имеет видимую звёздную величину 6,11.